# بني الزين (حيران)

تعديل مصدري - تعديل

بني الزين هي إحدى قرى عزلة بني فاضل بمديرية حيران التابعة لمحافظة حجة، بلغ تعداد سكانها 257 نسمة حسب تعداد اليمن لعام 2004.